# Quepos
Quepos è un distretto della Costa Rica, capoluogo del cantone di Aguirre, nella provincia di Puntarenas.
Si trova sulla costa dell'Oceano Pacifico, nella zona centrale del paese (Pacífico Central), sulle pendici di una piccola altura che appartiene alle propaggini della Cordigliera di Talamanca, presso la foce del fiume Naranjo.
La città prende il nome dalla popolazione locale dei Quepoa, appartenente all'etnia Borucas, che vi si era insediata a partire dal X secolo. I Quepoa vivevano in piccoli insediamenti di capanne circolari e si sosteneva con la pesca e la raccolta subacquea di perle e di un mollusco da cui si ricavava una tinta color porpora. La regione fu visitata nel 1519 da Hernan Poce de Leon nella sua ricerca della "fonte della giovinezza", e ancora nel 1563 da Juan Vazques de Coronado, che entrò in contatto con gli abitanti. Nel 1570 vi fu costruita la missione di "San Bernardino", e nel 1601 fu aperta la via costiera tra Nicaragua e Panama che passava nel territorio di Quepos. La missione fu abbandonata nella prima metà del XVIII secolo a causa di contrasti con la popolazione locale. Questa si era praticamente estinta alla fine del XIX secolo per le malattie di provenienza europea e lo schiavismo.
Nella zona si era sviluppata la coltivazione delle banane ad opera della "Pirris Farming and Trading Company" fondata nel 1922. Da questa le coltivazioni passarono nel 1935 alla "Compañía Bananera de Costa Rica" di proprietà della  "United Fruit Company" statunitense. Furono costruite le installazioni portuali per favorire l'esportazione delle banane e le zone paludose costiere con le mangrovie furono bonificate con un riempimento di sabbia. Vennero edificati per ospitare i lavoratori impiegati nelle piantagioni i quartieri oggi conosciuti come Boca Vieja  e Zona Americana. Nel 1940 fu costruita una ferrovia verso la cittadina di Parritas sulla costa verso nord. A metà degli anni 1950, tuttavia una malattia della pianta costrinse a riconvertire le coltivazioni in piantagioni di  palma africana per la produzione di olio di palma e la compagnia, divenuta di proprietà di investitori costaricani, cambiò nome in "Palma Tica".
Le comunicazioni con il resto del paese non furono agevoli fino  a metà degli anni 1960, quando venne costruita la strada verso la capitale San José (a circa 180 km), mentre anche la ferrovia costiera venne trasformata in una strada asfaltata. È presente un piccolo aeroporto con voli regolari da San José a partire dal 1980. In seguito al miglioramento delle comunicazioni, la città ha conosciuto un notevole sviluppo turistico nel corso degli ultimi vent'anni, perdendo così parte del suo spirito originario. Oggi è molto affollata soprattutto nei weekend e nei periodi di alta affluenza turistica.
Costituisce il maggior centro abitato in prossimità del Parco nazionale Manuel Antonio, dal quale dista appena 7 km. Il parco si estende sulla costa per 638 ettari in terraferma e 55.000 ettari di ambiente marino protetto. In origine era stato di proprietà privata, ma con pubblico accesso alle spiagge. Dopo un cambio di proprietà nel 1968 furono elevate recinzioni per impedire l'accesso alle spiagge, che crearono un grande malcontento nella popolazione locale. L'area fu infine espropriata dal governo e nel 1972 venne creato il "Parque Recreativo Nacional Playas de Manuel Antonio", la cui acquisizione fu completata nel 1975. Nel 1978 divenne un'area protetta, come "Parque Nacional Manuel Antonio".